# Benedetto Bartaletti
Benedetto Bartaletti detto Stregone (Pistoia, ... – ...; fl. XVII-XVIII secolo) è stato un fantino italiano.
Vinse due volte il Palio di Siena, tra la fine del XVII e l'inizio del XVIII secolo, su almeno quattro partecipazioni.
Non esiste, tuttavia, una documentazione completa che consenta di ricostruirne integralmente le presenze in Piazza del Campo.
Fu verosimilmente padre del fantino Giuseppe Maria Bartaletti detto Strega.

## Carriera
La prima vittoria accertata di Stregone ebbe luogo il 2 luglio 1696. 
Quel giorno, si tenne dapprima l'ordinaria carriera, corsa da quindici contrade e vinta dalla Lupa con Giuseppe Galardi detto Pelliccino su Pecoraio. 
Giacché il masgalano previsto per la "bella comparsa" non fu assegnato ad alcuna contrada, fu deciso di dare il premio, una "guantiera" d'argento, a chi, fra i quattordici rioni sconfitti, si sarebbe aggiudicato una corsa di consolazione. Ebbe la meglio proprio Stregone, che, per la Pantera su un cavallo leardo della Posta di Siena, riportò un successo che sarebbe poi stato ufficialmente riconosciuto quale vero e proprio Palio con una delibera della giunta comunale senese del 26 giugno 1902.
Il secondo e ultimo successo accertato di Stregone ebbe luogo il 16 agosto 1703 per la Lupa: a dorso di Capitanello, vinse la "ricorsa" indetta dall'Onda per celebrare il proprio successo del 2 luglio del medesimo anno.

## Presenze al Palio di Siena
Le vittorie sono evidenziate ed indicate in neretto.
| Palio          | Contrada | Cavallo                     | Note |
| -------------- | -------- | --------------------------- | ---- |
| 2 luglio 1696  | Pantera  | Leardo della Posta di Siena |      |
| 2 luglio 1696  | Pantera  | Leardo della Posta di Siena |      |
| 2 luglio 1703  | Selva    | La Pulledrella              |      |
| 16 agosto 1703 | Lupa     | Capitanello                 |      |